# Bupleurum citrinum
Bupleurum citrinum är en flockblommig växtart som beskrevs av Ferdinand von Hochstetter. Bupleurum citrinum ingår i släktet harörter, och familjen flockblommiga växter. Inga underarter finns listade i Catalogue of Life.